# ФК БАТЭ в сезоне 2006
Сезон 2006 года — 11-й сезон в истории ФК БАТЭ. Выиграв турнир Высшей лиги, команда стала трёхкратным Чемпионом Беларуси.
Впервые в истории команда стала обладателем Кубка Беларуси, обыграв в финале в дополнительное время солигорский «Шахтёр».
В первом рауде Кубка УЕФА 2006—2007 БАТЭ одолел в двух матчах молдавский клуб «Нистру» (Атаки). Во втором раунде команда ничего не смогла противопоставить российскому «Рубину».

## Высшая лига (Д1)
См. также: Чемпионат Беларуси по футболу 2006

### Первый круг
| Тур  | Соперник             | Стадион | Стадион                 | Счёт | Авторы голов                            | Зрители |
| ---- | -------------------- | ------- | ----------------------- | ---- | --------------------------------------- | ------- |
| 1-й  | Динамо (Минск)       | Д       | Городской, Борисов      | 2:2  | Родионов 26′ · Молош 32′                | 4500    |
| 2-й  | Дарида (Минский р-н) | Г       | «Дарида», Минск         | 1:3  | Лебедев 76′                             | 2250    |
| 3-й  | Неман (Гродно)       | Д       | Городской, Борисов      | 2:0  | Радьков 52′ · авт. 81′                  | 2000    |
| 4-й  | МТЗ-РИПО (Минск)     | Г       | Трактор, Минск          | 0:0  |                                         | 4500    |
| 5-й  | Торпедо (Жодино)     | Д       | Городской, Борисов      | 1:0  | Д.Платонов 87′                          | 2900    |
| 6-й  | Днепр (Могилёв)      | Г       | «Спартак», Могилёв      | 3:0  | Молош 17′ · Родионов 56′ · Близнюк 93+′ | 2100    |
| 7-й  | Нафтан (Новополоцк)  | Д       | Городской, Борисов      | 2:1  | Кривец 52′ · Близнюк 67′ (пен.)         | 2700    |
| 8-й  | Белшина (Бобруйск)   | Г       | «Спартак», Бобруйск     | 2:1  | Кобец 17′ · Близнюк 55′                 | 3670    |
| 9-й  | ФК Гомель            | Д       | Городской, Борисов      | 0:0  |                                         | 3400    |
| 10-й | Локомотив (Минск)    | Г       | Городской, Молодечно    | 3:1  | Близнюк 19′ · Кривец 25′ · Молош 47+′   | 500     |
| 11-й | Локомотив (Витебск)  | Д       | Городской, Борисов      | 2:2  | Жавнерчик 19′ · Лебедев 68′             | 2800    |
| 12-й | Динамо (Брест)       | Г       | ГОСК «Брестский», Брест | 2:0  | Халецкий 5′ · Молош 29′                 | 2950    |
| 13-й | Шахтёр (Солигорск)   | Д       | Городской, Борисов      | 2:1  | Лебедев 4′ · Родионов 90′               | 3900    |

### Второй круг
| Тур  | Соперник             | Стадион | Стадион                  | Счёт | Авторы голов                                | Зрители |
| ---- | -------------------- | ------- | ------------------------ | ---- | ------------------------------------------- | ------- |
| 14-й | Динамо (Минск)       | Г       | Динамо, Минск            | 2:4  | Жавнерчик 60′ · Молош 75′ (пен.)            | 1580    |
| 15-й | Дарида (Минский р-н) | Д       | Городской, Борисов       | 1:0  | Д.Платонов 78′                              | 3500    |
| 16-й | Неман (Гродно)       | Г       | «Юность», Сморгонь       | 2:1  | Кривец 50′ · Близнюк 85′ (пен.)             | 1000    |
| 17-й | МТЗ-РИПО (Минск)     | Д       | Городской, Борисов       | 1:3  | Лебедев 72′                                 | 3700    |
| 18-й | Торпедо (Жодино)     | Г       | «Торпедо», Жодино        | 1:1  | Молош 28′                                   | 2500    |
| 19-й | Днепр (Могилёв)      | Д       | Городской, Борисов       | 3:0  | Лихтарович 53′ · Близнюк 55′ · Стасевич 80′ | 2400    |
| 20-й | Нафтан (Новополоцк)  | Г       | Атлант, Новополоцк       | 2:0  | Лебедев 50′ · Родионов 85′                  | 1500    |
| 21-й | Белшина (Бобруйск)   | Д       | Городской, Борисов       | 1:0  | Близнюк 62′                                 | 2500    |
| 22-й | ФК Гомель            | Г       | Центральный, Гомель      | 1:0  | Лихтарович 94+′                             | 6000    |
| 23-й | Локомотив (Минск)    | Д       | Городской, Борисов       | 4:2  | Близнюк 10′ 32′ 40′ (пен.) · Бага, А. 52′   | 3100    |
| 24-й | ФК Витебск           | Г       | ЦСК «Витебский», Витебск | 1:1  | Молош 91+′                                  | 2900    |
| 25-й | Динамо (Брест)       | Д       | Городской, Борисов       | 3:0  | Близнюк 47+′ · Халецкий 52′ · Лебедев 86′   | 4500    |
| 26-й | Шахтёр (Солигорск)   | Г       | «Строитель», Солигорск   | 2:3  | Лебедев 29′ · Стасевич 42′                  | 2100    |

### Турнирная таблица
Итоговое положение 16-го чемпионата Беларуси.
| Место | Клуб               | И  | В  | Н | П | МЗ | МП | РМ  | Очки | Примечание                                   |
| ----- | ------------------ | -- | -- | - | - | -- | -- | --- | ---- | -------------------------------------------- |
|       | БАТЭ               | 26 | 16 | 6 | 4 | 47 | 27 | +20 | 54   | Квалификация во 1-й кв. раунд Лиги чемпионов |
|       | Динамо (Минск)     | 26 | 15 | 7 | 4 | 44 | 22 | +22 | 52   | Квалификация в 1-й квал. раунд Кубка УЕФА    |
|       | Шахтёр (Солигорск) | 26 | 16 | 3 | 7 | 50 | 31 | +19 | 51   | Квалификация в 1-й раунд Кубка Интертото     |

## Кубок Беларуси

### Кубок Беларуси по футболу 2005—2006
| Стадия     | Соперник           | Стадион | Стадион                 | Счёт        | Авторы голов                                  | Зрители |
| ---------- | ------------------ | ------- | ----------------------- | ----------- | --------------------------------------------- | ------- |
| 1/4 1 матч | Динамо (Брест)     | Г       | Футбольный манеж, Минск | 0:0         |                                               | 1500    |
| 1/4 2 матч | Динамо (Брест)     | Д       | Футбольный манеж, Минск | 1:0         | Близнюк 21′                                   | 2000    |
| 1/2 1 матч | Звезда-БГУ (Минск) | Д       | Городской, Борисов      | 3:1         | Стасевич 56′ 90′ · Родионов 57′               | 2700    |
| 1/2 2 матч | Звезда-БГУ (Минск) | Г       | Футбольный манеж, Минск | 4:0         | Д.Платонов 13′ · Кобец 31′ · Лебедев 90′ 91+′ | 800     |
| Финал      | Шахтёр (Солигорск) | Н       | «Динамо», Минск         | 3:1 доп.вр. | Молош 26′ · Д.Платонов 115′ · Близнюк 117′    | 5 200   |

### Кубок Беларуси по футболу 2006—2007
| Стадия     | Соперник             | Стадион | Стадион                 | Счёт | Авторы голов                                  | Зрители |
| ---------- | -------------------- | ------- | ----------------------- | ---- | --------------------------------------------- | ------- |
| 1/16       | ФК Лида              | Г       | Футбольный манеж, Минск | 1:0  | Жавнерчик 17′                                 | 1500    |
| 1/8 1 матч | Дарида (Минский р-н) | Г       | «Дарида», (Кунцевщина)  | 0:1  |                                               | 700     |
| 1/8 2 матч | Дарида (Минский р-н) | Д       | Городской, Борисов      | 4:0  | Стасевич 39′ · Родионов 67′ · Лебедев 81′ 86′ | 2100    |

## Кубок УЕФА 2006—2007

### Первый раунд
| Стадия | Соперник       | Стадион | Стадион                    | Счёт | Авторы голов                    | Зрители |
| ------ | -------------- | ------- | -------------------------- | ---- | ------------------------------- | ------- |
| 1 матч | Нистру (Атаки) | Д       | Городской, Борисов         | 2:0  | Стасевич 55′ · Молош 76′ (пен.) | 4 000   |
| 2 матч | Нистру (Атаки) | Г       | «Республиканский», Кишинёв | 1:0  | Близнюк 30′                     | 1 000   |

### Второй раунд
| Стадия | Соперник       | Стадион | Стадион               | Счёт | Авторы голов | Зрители |
| ------ | -------------- | ------- | --------------------- | ---- | ------------ | ------- |
| 1 матч | Рубин (Казань) | Г       | «Центральный», Казань | 0:3  |              | 8 000   |
| 2 матч | Рубин (Казань) | Д       | Городской, Борисов    | 0:2  |              | 2 700   |